# San Marinos Grand Prix 1994
San Marinos Grand Prix 1994 var det tredje av 16 lopp ingående i formel 1-VM 1994.

## Rapport
Denna helg är en av de mörkaste i formel 1-historien. Den legendariske brasilianske föraren Ayrton Senna avled när han i början av loppet körde av banan och kraschade mot en mur. Man tror att orsaken var att hans rattstång var defekt. Detta märktes inte i början av loppet eftersom man i inledningen körde bakom säkerhetsbilen efter en incident strax efter starten. När säkerhetsbilen körde in accelererade Senna, som hade pole position, och strax därefter skedde den dödsolyckan. 
Österrikaren Roland Ratzenberger omkom under lördagens kvalificering och under fredagens träning kraschade Rubens Barrichello så svårt att han fick avbryta att tävla under resten av helgen.
Loppet, som stoppades efter sju varv på grund av Ayrton Sennas svåra olycka, startades om och kördes ytterligare 51 varv. Senna förklarades hjärndöd innan loppet var slut. Loppet vann tysken Michael Schumacher. Ingen champagne sprutades på podiet.

## Resultat

### Kval
| Pos | Nr | Förare                | Stall             | Q1        | Q2        | Skillnad   |
| --- | -- | --------------------- | ----------------- | --------- | --------- | ---------- |
| 1   | 2  | Ayrton Senna          | Williams-Renault  | 1.21,548  | ingen tid | —          |
| 2   | 5  | Michael Schumacher    | Benetton-Ford     | 1.22,015  | 1.21,885  | +0,337     |
| 3   | 28 | Gerhard Berger        | Ferrari           | 1.22,113  | 1.22,226  | +0,565     |
| 4   | 0  | Damon Hill            | Williams-Renault  | 1.23,199  | 1.22,168  | +0,620     |
| 5   | 6  | JJ Lehto              | Benetton-Ford     | 1.22,717  | 1.24,029  | +1,169     |
| 6   | 27 | Nicola Larini         | Ferrari           | 1.22,841  | 1.23,006  | +1,293     |
| 7   | 30 | Heinz-Harald Frentzen | Sauber-Mercedes   | 1.23,119  | ingen tid | +1,571     |
| 8   | 7  | Mika Häkkinen         | McLaren-Peugeot   | 1.23,611  | 1.23,140  | +1,592     |
| 9   | 3  | Ukyo Katayama         | Tyrrell-Yamaha    | 1.24,000  | 1.23,322  | +1,774     |
| 10  | 29 | Karl Wendlinger       | Sauber-Mercedes   | 1.23,788  | 1.23,347  | +1,799     |
| 11  | 10 | Gianni Morbidelli     | Footwork-Ford     | 1.23,663  | 1.24,682  | +2,115     |
| 12  | 4  | Mark Blundell         | Tyrrell-Yamaha    | 1.23,703  | 1.23,831  | +2,155     |
| 13  | 8  | Martin Brundle        | McLaren-Peugeot   | 1.24,443  | 1.23,858  | +2,310     |
| 14  | 23 | Pierluigi Martini     | Minardi-Ford      | 1.24,078  | 1.24,423  | +2,530     |
| 15  | 24 | Michele Alboreto      | Minardi-Ford      | 1.24,276  | 1.24,780  | +2,728     |
| 16  | 9  | Christian Fittipaldi  | Footwork-Ford     | 1.24,655  | 1.24,472  | +2,924     |
| 17  | 25 | Éric Bernard          | Ligier-Renault    | 1.24,678  | 1.40,411  | +3,130     |
| 18  | 20 | Érik Comas            | Larrousse-Ford    | 1.26,295  | 1.24,852  | +3,304     |
| 19  | 26 | Olivier Panis         | Ligier-Renault    | 1.24,996  | 1.25,160  | +3,448     |
| 20  | 12 | Johnny Herbert        | Lotus-Mugen Honda | 1.25,114  | 1.25,141  | +3,566     |
| 21  | 15 | Andrea de Cesaris     | Jordan-Hart       | 1.25,234  | 1.25,872  | +3,686     |
| 22  | 11 | Pedro Lamy            | Lotus-Mugen Honda | 1.26,453  | 1.25,295  | +3,747     |
| 23  | 19 | Olivier Beretta       | Larrousse-Ford    | 1.27,179  | 1.25,991  | +4,443     |
| 24  | 31 | David Brabham         | Simtek-Ford       | 1.27,607  | 1.26,817  | +5,269     |
| 25  | 34 | Bertrand Gachot       | Pacific-Ilmor     | 1.27,732  | 1.27,143  | +5,595     |
| 26  | 32 | Roland Ratzenberger † | Simtek-Ford       | 1.27,657  | 1.27,584  | +6,036     |
| 27  | 33 | Paul Belmondo         | Pacific-Ilmor     | 1.28,361  | 1.27,881  | +6,333     |
| 28  | 14 | Rubens Barrichello    | Jordan-Hart       | 14.57,323 | ingen tid | +13.35,775 |

### Lopp
| Pos | Nr | Förare                | Stall             | Varv                    | Tid                     | Grid                    | Poäng                   |
| --- | -- | --------------------- | ----------------- | ----------------------- | ----------------------- | ----------------------- | ----------------------- |
| 1   | 5  | Michael Schumacher    | Benetton-Ford     | 58                      | 1:28.28,642             | 2                       | 10                      |
| 2   | 27 | Nicola Larini         | Ferrari           | 58                      | +54,942                 | 6                       | 6                       |
| 3   | 7  | Mika Häkkinen         | McLaren-Peugeot   | 58                      | +70,679                 | 8                       | 4                       |
| 4   | 29 | Karl Wendlinger       | Sauber-Mercedes   | 58                      | +73,658                 | 10                      | 3                       |
| 5   | 3  | Ukyo Katayama         | Tyrrell-Yamaha    | 57                      | +1 varv                 | 9                       | 2                       |
| 6   | 0  | Damon Hill            | Williams-Renault  | 57                      | +1 varv                 | 4                       | 1                       |
| 7   | 30 | Heinz-Harald Frentzen | Sauber-Mercedes   | 57                      | +1 varv                 | 7                       |                         |
| 8   | 8  | Martin Brundle        | McLaren-Peugeot   | 57                      | +1 varv                 | 13                      |                         |
| 9   | 4  | Mark Blundell         | Tyrrell-Yamaha    | 56                      | +2 varv                 | 12                      |                         |
| 10  | 12 | Johnny Herbert        | Lotus-Mugen Honda | 56                      | +2 varv                 | 20                      |                         |
| 11  | 26 | Olivier Panis         | Ligier-Renault    | 56                      | +2 varv                 | 19                      |                         |
| 12  | 25 | Éric Bernard          | Ligier-Renault    | 55                      | +3 varv                 | 17                      |                         |
| 13  | 9  | Christian Fittipaldi  | Footwork-Ford     | 54                      | Urkörning               | 16                      |                         |
| Ret | 15 | Andrea de Cesaris     | Jordan-Hart       | 49                      | Urkörning               | 21                      |                         |
| Ret | 24 | Michele Alboreto      | Minardi-Ford      | 44                      | Hjul                    | 15                      |                         |
| Ret | 10 | Gianni Morbidelli     | Footwork-Ford     | 40                      | Motorhaveri             | 11                      |                         |
| Ret | 23 | Pierluigi Martini     | Minardi-Ford      | 37                      | Urkörning               | 14                      |                         |
| Ret | 31 | David Brabham         | Simtek-Ford       | 27                      | Urkörning               | 24                      |                         |
| Ret | 34 | Bertrand Gachot       | Pacific-Ilmor     | 23                      | Motorhaveri             | 25                      |                         |
| Ret | 19 | Olivier Beretta       | Larrousse-Ford    | 17                      | Motorhaveri             | 23                      |                         |
| Ret | 28 | Gerhard Berger        | Ferrari           | 16                      | Upphängning             | 3                       |                         |
| Ret | 2  | Ayrton Senna †        | Williams-Renault  | 5                       | Dödsolycka              | 1                       |                         |
| Ret | 20 | Érik Comas            | Larrousse-Ford    | 5                       | Vibrationer             | 18                      |                         |
| Ret | 6  | JJ Lehto              | Benetton-Ford     | 0                       | Kollision               | 5                       |                         |
| Ret | 11 | Pedro Lamy            | Lotus-Mugen Honda | 0                       | Kollision               | 22                      |                         |
| DNS | 32 | Roland Ratzenberger † | Simtek-Ford       | Dödsolycka under kvalet | Dödsolycka under kvalet | Dödsolycka under kvalet | Dödsolycka under kvalet |
| DNQ | 33 | Paul Belmondo         | Pacific-Ilmor     |                         |                         |                         |                         |
| DNQ | 14 | Rubens Barrichello    | Jordan-Hart       | Skada i kvalet          | Skada i kvalet          | Skada i kvalet          | Skada i kvalet          |

## VM-ställning
| Förarmästerskapet 1. Michael Schumacher, Benetton-Ford, 30 2. Damon Hill, Williams-Renault, 7 · Rubens Barrichello, Jordan-Hart, 7 3. Gerhard Berger, Ferrari, 6 · Nicola Larini, Ferrari, 6 | Konstruktörsmästerskapet 1. Benetton-Ford, 30 2. Ferrari, 16 3. Jordan-Hart, 7 · Williams-Renault, 7 |